# Eoclavatorella
Eoclavatorella es un género de foraminífero planctónico de la familia Globanomalinidae, de la superfamilia Hantkeninoidea, del suborden Globigerinina y del orden Globigerinida. Su especie tipo es Eoclavatorella benidormensis. Su rango cronoestratigráfico abarca el Ypresiense (Eoceno inferior).

## Descripción
Eoclavatorella incluía especies planctónicos con conchas trocoespiraladas, de forma subglobular (globigeriniforme) a digitada, con pocas cámaras en la última vuelta; sus cámaras eran subglobulares, y finalmente ovaladas alargadas radialmente; sus suturas intercamerales eran incididas; su contorno ecuatorial era fuertemente lobulado, casi digitado; su periferia era redondeada a subaguda; su ombligo era estrecho; su abertura principal era interiomarginal umbilical-extraumbilical, con forma de arco asimétrico y rodeada con un labio protuberante; presentaban pared calcítica hialina, perforada con poros en copa y crestas interporales, y superficie reticulada y espinosa (bases de espinas).

## Discusión
Eoclavatorella se considera un sinónimo subjetivo posterior de Clavigerinella, ya que su especie-tipo se considera un sinónimo subjetivo posterior de Clavigerinella eocanica. Otros aceptan el género como válido. Eoclavatorella ha sido incluido en alguna ocasión en la familia Globanomalinidae de la superfamilia Globorotaliacea. Clasificaciones posteriores han incluido Hastigerinella en la familia Eoglobigerinidae y en la superfamilia Eoglobigerinoidea.

## Paleoecología
Eoclavatorella, como Clavigerinella, incluía foraminíferos con un modo de vida planctónico, de distribución latitudinal cosmopolita, preferentemente tropical a templada, y habitantes pelágicos de aguas profundas (medio batipelágico superior, bajo la termoclina).

## Clasificación
Eoclavatorella incluye a la siguiente especie:
- Eoclavatorella benidormensis †